# Elmar Salmann
Elmar Salmann (12 de maig de 1948, Hagen) és un sacerdot benedictí i teòleg alemany.
Després de graduar-se a l'escola municipal de Hagen el 1966, Salmann estudià del 1966 al 1971 teologia catòlica a la facultat de teologia de Paderborn i a la Universitat de Viena. El 8 de desembre del 1972 fou consagrat sacerdot i el febrer del 1973 s'incorporà a l'Orde de Sant Benet. Amb una tesi sobre el benedictí Anselm i Alois Mager rebé el doctorat el 1979 a Münster.
Del 1981 al 2012 fou professor de filosofia i teologia sistemàtica a les universitats Pontifici Ateneu Sant Anselm i Pontifícia Universitat Gregoriana de Roma.

## Selecció de publicacions
- La teologia mistico-sapienzale orgullo di Anselmo. 1988a Roma
- Contro Severino. Incanto e incubo delcrédere. 1996 Casale Monferrato
- La palabra partida. Cristianismo y cultura posmoderna. 1999 Madrid
- La teologia e un romanzo. Un approccio dialettico un Questioni cruciali. Milano número 2000
- Daleka bliskość chrześcijaństwa. Cracovia, 2005.
- "Spurenlese des Lebens". Dumont, 2013.